# 加马莱罗
加马莱罗（義大利語：Gamalero），是意大利亚历山德里亚省的一个市镇。总面积12.2平方公里，人口842人，人口密度69.0人/平方公里（2009年）。ISTAT代码为006078。